# Kenia op de Olympische Zomerspelen 1996
Kenia nam deel aan de Olympische Zomerspelen 1996 in Atlanta, Verenigde Staten. Het Afrikaanse land eindigde op de 38ste plaats in het medailleklassement, onder meer dankzij de 1 gouden medaille.

## Medailleoverzicht
| Sport    | Olympiër         | Onderdeel              | Medaille |
| -------- | ---------------- | ---------------------- | -------- |
| Atletiek | Joseph Keter     | 3000m steeplechase (m) | Goud     |
| Atletiek | Paul Bitok       | 5000m (m)              | Zilver   |
| Atletiek | Paul Tergat      | 10000m (m)             | Zilver   |
| Atletiek | Moses Kiptanui   | 3000m steeplechase (m) | Zilver   |
| Atletiek | Pauline Konga    | 5000m (v)              | Zilver   |
| Atletiek | Fred Onyancha    | 800m (m)               | Brons    |
| Atletiek | Stephen Kipkorir | 1500m (m)              | Brons    |
| Atletiek | Erick Wainaina   | marathon (m)           | Brons    |

## Deelnemers en resultaten

### Atletiek
| Olympiër                                                               | Onderdeel              | Resultaat | Prestatie                                                                        |
| ---------------------------------------------------------------------- | ---------------------- | --------- | -------------------------------------------------------------------------------- |
| Donald Onchiri                                                         | 100m (m)               | 74e       | serie 9: 7de in 10,66                                                            |
| Joseph Gikonyo                                                         | 200m (m)               | 53e       | serie 3: 5de in 20,88                                                            |
| Charles Gitonga                                                        | 400m (m)               | DNF       | serie 2: 4de in 45,62 kwartfinale 4: niet gestart                                |
| Samson Kitur                                                           | 400m (m)               | 9e        | serie 7: 2de in 45,39 kwartfinale 1: 3de in 45,03 halve finale 1: 5de in 45,17   |
| Kennedy Ochieng                                                        | 400m (m)               | 24e       | serie 5: 5de in 45,99 kwartfinale 2: 8ste in 45,72                               |
| Philip Kibitok                                                         | 800m (m)               | 10e       | serie 2: 1ste in 1.45,34 halve finale 1: 3de in 1.45,58                          |
| David Kiptoo                                                           | 800m (m)               | 6e        | serie 4: 1ste in 1.45,11 halve finale 3: 2de in 1.43,90 finale: 6de in 1.44,19   |
| Fred Onyancha                                                          | 800m (m)               | Brons     | serie 7: 2de in 1.46,07 halve finale 2: 3de in 1.44,02 finale: 3de in 1.42,79    |
| Stephen Kipkorir                                                       | 1500m (m)              | Brons     | serie 3: 2de in 3.36,70 halve finale 2: 2de in 3.35,53 finale: 3de in 3.36,72    |
| Laban Rotich                                                           | 1500m (m)              | 4e        | serie 1: 1ste in 3.35,88 halve finale 1: 5de in 3.33,73 finale: 4de in 3.37,39   |
| William Tanui                                                          | 1500m (m)              | 5e        | serie 3: 2de in 3.37,72 halve finale 1: 4de in 3.33,57 finale: 5de in 3.37,42    |
| Paul Bitok                                                             | 5000m (m)              | Zilver    | 13.08,16                                                                         |
| Shem Kororia                                                           | 5000m (m)              | 9e        | 13.14,63                                                                         |
| Tom Nyariki                                                            | 5000m (m)              | 5e        | 13.12,29                                                                         |
| Paul Koech                                                             | 10000m (m)             | 6e        | serie 2: 3de in 28.17,48 finale: 6de in 27.35,19                                 |
| Josphat Machuka                                                        | 10000m (m)             | 5e        | serie 2: 2de in 28.14,27 finale: 5de in 27.35,08                                 |
| Paul Tergat                                                            | 10000m (m)             | Zilver    | serie 1: 2de in 27.50,66 finale: 6de in 27.08,17                                 |
| Gideon Biwott                                                          | 400m horden (m)        | 29e       | serie 6: 4de in 49,74                                                            |
| Erick Keter                                                            | 400m horden (m)        | 18e       | serie 3: 3de in 49,03                                                            |
| Barnabas Kinyor                                                        | 400m horden (m)        | 31e       | serie 2: 7de in 49,82                                                            |
| Matthew Birir                                                          | 3000m steeplechase (m) | 4e        | serie 2: 2de in 8.27,09 halve finale 1: 2de in 8.27,16 finale: 4de in 8.17,18    |
| Joseph Keter                                                           | 3000m steeplechase (m) | Goud      | serie 1: 1ste in 8.30,23 halve finale 2: 1ste in 8.18,90 finale: 1ste in 8.07,12 |
| Moses Kiptanui                                                         | 3000m steeplechase (m) | Zilver    | serie 3: 2de in 8.30,87 halve finale 2: 2de in 8.18,91 finale: 2de in 8.08,33    |
| Julius Chepkwony Simon Kemboi Samson Kitur Kennedy Ochieng Samson Yego | 4x400m (m)             | DNF       |                                                                                  |
| Lameck Aguta                                                           | marathon (m)           | 52e       | 2:22.04                                                                          |
| Ezequiel Bitok                                                         | marathon (m)           | 56e       | 2:23.03                                                                          |
| Erick Wainaina                                                         | marathon (m)           | Brons     | 2:12.44                                                                          |
| Justus Kavulanya                                                       | 20km snelwandelen (m)  | 40e       | 1:27.49                                                                          |
| David Kimutai                                                          | 20km snelwandelen (m)  | 23e       | 1:25.01                                                                          |
| Julius Sawe                                                            | 20km snelwandelen (m)  | DSQ       | gediskwalificeerd                                                                |
| Justus Kavulanya                                                       | verspringen (m)        | 37e       | kwalificatie: 37ste met 7,46m                                                    |
| Jacob Katonon                                                          | hink-stap-springen (m) | 28e       | kwalificatie: 28ste met 16,17m                                                   |
|                                                                        |                        |           |                                                                                  |
| Naomi Mugo                                                             | 1500m (v)              | 22e       | 4.20,01                                                                          |
| Lydia Cheromei                                                         | 5000m (v)              | 27e       | 15.49,85                                                                         |
| Rose Cheruiyot                                                         | 5000m (v)              | 8e        | 15.17,33                                                                         |
| Pauline Konga                                                          | 5000m (v)              | Zilver    | 15.03,49                                                                         |
| Sally Barsosio                                                         | 10000m (v)             | 10e       | 31.53,38                                                                         |
| Tegla Loroupe                                                          | 10000m (v)             | 6e        | 31.23,22                                                                         |
| Joyce Chepchumba                                                       | marathon (v)           | DNF       | niet gefinisht                                                                   |
| Selina Chirchir                                                        | marathon (v)           | DNF       | niet gefinisht                                                                   |
| Angeline Kanana                                                        | marathon (v)           | 15e       | 2:34.19                                                                          |

### Boksen
| Olympiër               | Onderdeel   | Resultaat | Prestatie                                                  |
| ---------------------- | ----------- | --------- | ---------------------------------------------------------- |
| George Maina Kinianjui | -60kg (m)   | 17e       | 1ste ronde: V van KOR Shin: scheidsrechterlijke beslissing |
| Peter Bulinga          | -63,5kg (m) | 17e       | 1ste ronde: V van ALG Allalou: 3-17                        |
| Evans Ashira           | -67kg (m)   | 17e       | 1ste ronde: V van UZB Ataev: 10-15                         |
| Peter Odhiambo         | -81kg (m)   | 17e       | 1ste ronde: V van CMR Mbongo: 6-15                         |
| Ahmed Rajab Omari      | -91kg (m)   | 9e        | 1ste ronde: vrij 2de ronde: V van CAN Defiagbon: 4-15      |

### Boogschieten
| Olympiër       | Onderdeel       | Resultaat | Prestatie                                                                        |
| -------------- | --------------- | --------- | -------------------------------------------------------------------------------- |
| Dominic Rebelo | individueel (m) | 61e       | plaatsingsronde: 64ste met 518 punten 1ste ronde: V van ITA Frangilli: 142-166   |
|                |                 |           |                                                                                  |
| Jennifer Mbuta | individueel (v) | 62e       | plaatsingsronde: 64ste met 500 punten 1ste ronde: V van UKR Herasymenko: 126-156 |

### Gewichtheffen
| Olympiër              | Onderdeel | Resultaat | Prestatie                                                      |
| --------------------- | --------- | --------- | -------------------------------------------------------------- |
| Collins Okothnyawallo | -99kg (m) | 25e       | trekken: 25ste met 125kg stoten: 25ste met 150kg totaal: 275kg |

### Schietsport
| Olympiër   | Onderdeel              | Resultaat | Prestatie                          |
| ---------- | ---------------------- | --------- | ---------------------------------- |
| Anuj Desai | 50m geweer liggend (m) | 49e       | kwalificatie: 49ste met 586 punten |

Afghanistan · Albanië · Algerije · Amerikaanse Maagdeneilanden · Amerikaans-Samoa · Andorra · Angola · Antigua‑Barbuda · Argentinië · Armenië · Aruba · Australië · Azerbeidzjan · Bahama's · Bahrein · Bangladesh · Barbados · België · Belize · Benin · Bermuda · Bhutan · Bolivia · Bosnië en Herzegovina · Botswana · Brazilië · Britse Maagdeneilanden · Brunei · Bulgarije · Burkina Faso · Burundi · Cambodja · Canada · Centraal-Afrikaanse Republiek · Chili · China · Chinees Taipei · Colombia · Comoren · Congo-Brazzaville · Cookeilanden · Costa Rica · Cuba · Cyprus · Denemarken · Djibouti · Dominica · Dominicaanse Republiek · Duitsland · Ecuador · Egypte · El Salvador · Equatoriaal-Guinea · Estland · Ethiopië · Fiji · Filipijnen · Finland · Frankrijk · Gabon · Gambia · Georgië · Ghana · Grenada · Griekenland · Groot-Brittannië · Guam · Guatemala · Guinee · Guinee-Bissau · Guyana · Haïti · Honduras · Hongarije · Hongkong · Ierland · IJsland · India · Indonesië · Irak · Iran · Israël · Italië · Ivoorkust · Jamaica · Japan · Jemen · Joegoslavië · Jordanië · Kaaimaneilanden · Kaapverdië · Kameroen · Kazachstan · Kenia · Kirgizië · Koeweit · Kroatië · Laos · Lesotho · Letland · Libanon · Liberia · Libië · Liechtenstein · Litouwen · Luxemburg ·  Macedonië · Madagaskar · Malawi · Malediven · Maleisië · Mali · Malta · Marokko · Mauritanië · Mauritius · Mexico · Moldavië · Monaco · Mongolië · Mozambique · Myanmar · Namibië · Nauru · Nederland · Nederlandse Antillen · Nepal · Nicaragua · Nieuw-Zeeland · Niger · Nigeria · Noord-Korea · Noorwegen · Oeganda · Oekraïne · Oezbekistan · Oman · Oostenrijk · Pakistan · Palestina · Panama · Papoea-Nieuw-Guinea · Paraguay · Peru · Polen · Portugal · Puerto Rico · Qatar · Roemenië · Rusland · Rwanda · Saint Kitts en Nevis · Saint Lucia · Saint Vincent en Grenadines · Salomonseilanden · Samoa · San Marino · Sao Tomé en Principe · Saoedi-Arabië · Senegal · Seychellen · Sierra Leone · Singapore · Slovenië · Slowakije · Soedan · Somalië · Spanje · Sri Lanka · Suriname · Swaziland · Syrië · Tadzjikistan · Tanzania · Thailand · Togo · Tonga · Trinidad en Tobago · Tsjaad · Tsjechië · Tunesië · Turkije · Turkmenistan · Uruguay · Vanuatu · Venezuela · Verenigde Arabische Emiraten · Verenigde Staten · Vietnam · Wit-Rusland · Zaïre · Zambia · Zimbabwe · Zuid-Afrika · Zuid-Korea · Zweden · Zwitserland